# Lesothosaurus
Lesothosaurus (ceea ce înseamnă „șoprâla de Lesotho”) era un membru al marii grupe Ornithischia, cei cu „bazin de pasăre”, căreia îi aparțineau, de asemenea, multe alte ierbivore. În cadrul acelei grupe, el a fost considerat odinioară drept un tip foarte timpuriu de ornitopod, unul dintre primii membri ai familiei din care mai târziu au facut parte animale mai mari, ca Iguanodon, hadrozaurii (dinozaurii cu cioc de rață) și, poate, micuțul Hypsilophodon.

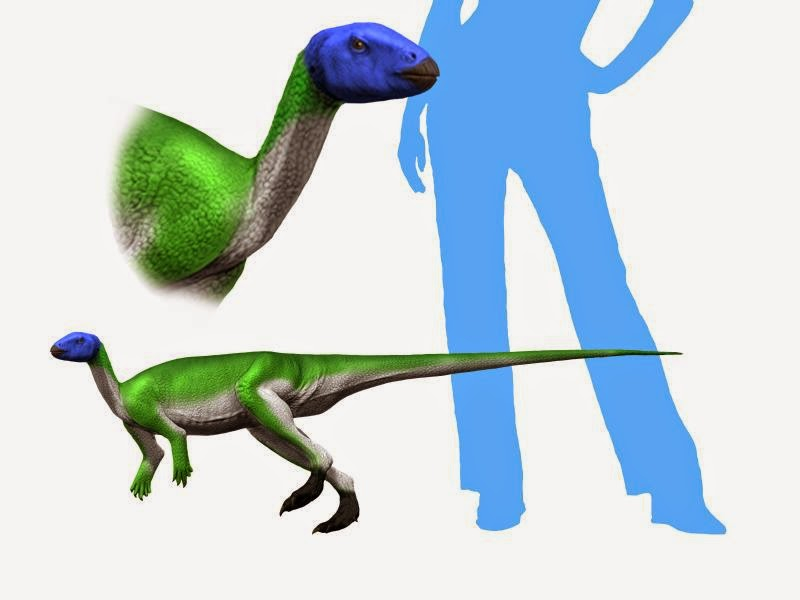
Un Lesothosaurus comparat după mărime cu un om

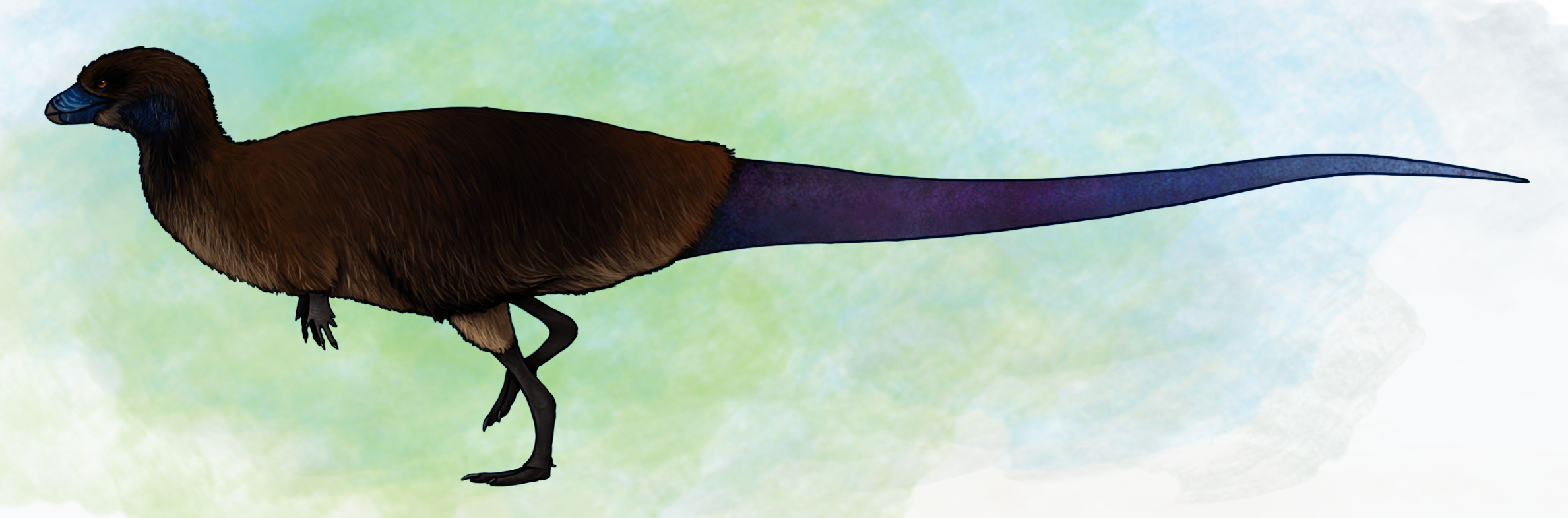

Acum se crede însă că Lesothosaurus, care a trăit cu vreo 208-200 de milioane de ani în urmă, a apărut prea devreme pentru a fi ornitopod și este descris mai bine ca „preornitopod”, aparținând unei grupe propii, fără rude apropiate. Lesothosaurus era mic, puțin mai mare decât pisica actuala. Avea o constituție ușoară: membrele anterioare foarte mici, fiecare cu câte cinci degete; un trunchi alungit; picioarele din spate lungi și zvelte al unui bun alergător; și o coadă lungă, rigidă, care se subția treptat. Coapsele erau foarte puternice și musculoase, gambele erau alungite, iar labele erau de asemenea foarte lungi, cu câte trei degete care îi susțineau greutatea și un prim deget mai mic, ca o „gheară atavică”.